# Leha'amin
Leha'amin är en låt framförd av David D'Or. Den är skriven av D'Or själv i samarbete med Ofer Meiri.
Låten var Israels bidrag i Eurovision Song Contest 2004 i Istanbul i Turkiet. I semifinalen den 12 maj slutade den på elfte plats med 57 poäng vilket inte var tillräckligt för att gå vidare till finalen.